# قطة تحت المطر

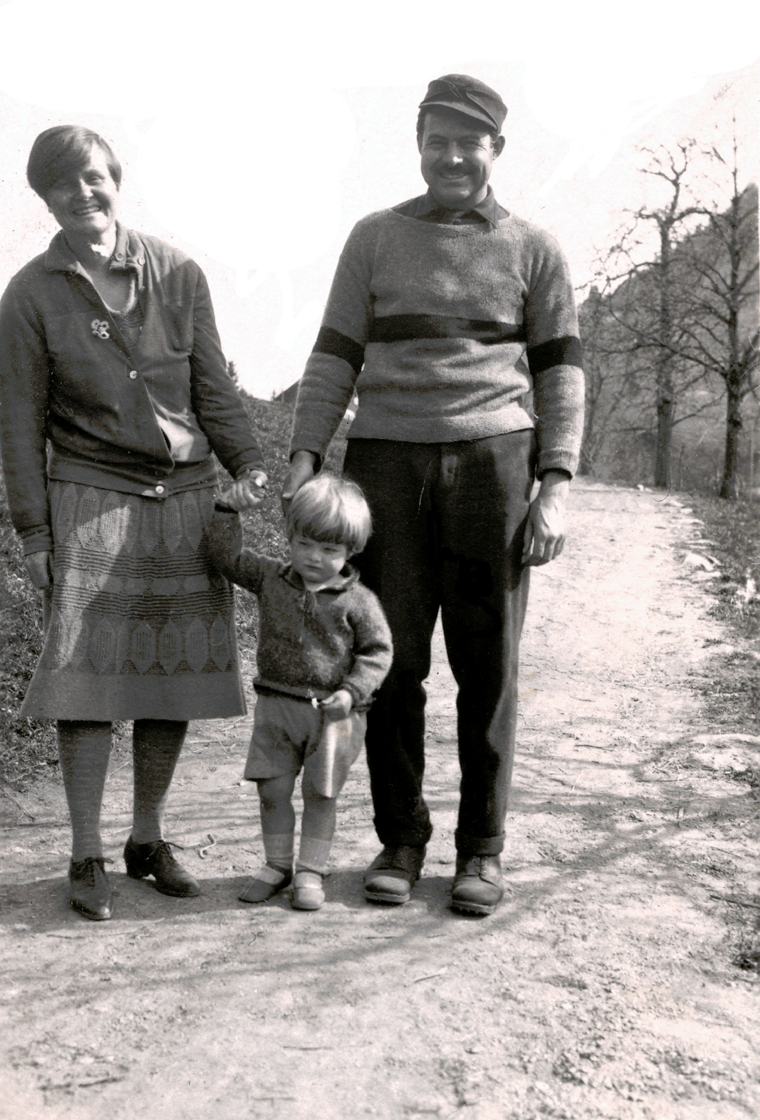
إرنست همينغوي، برفقة زوجته هادلي وابنهما جاك الملقب بامبي

قطة تحت المطر هي قصة قصيرة، كتبها المؤلف الأمريكي إرنست همينغوي (1899 1961)، ونشرها عام 1925 كجزءٍ من سلسلة القصة القصيرة في وقتنا In our time؛ وتدور أحداثها حول زوج وزوجة أمريكيين أثناء قضائهما عطلتهما في إيطاليا.

## الخلفية
ذكر المؤلف في سيرة قطط هيمنجواي أنه قد كتب قصته –قطة تحت المطر-إهداء لهادلي، التي عانت في السنة الأولى من زواجها من العزلة والرغبة الشديدة في الشعور بالأمومة، ووفقا لكاتبة السير الذاتية جيوياديليبرتو "Gioia Diliberto"، فإن هيمنجواي قد ألف القصة بناء على حادثة وقعت في رابالو عام 1923. وقد كانت هادلي حاملا في الشهر الثاني عندما وجدت قطة تختبئ أسفل طاولة عند هطول المطر، حيث أخبرت هيمنجواي[ أنها] «تريد امتلاك قطة وأنها إذا لم تحصل على فرو أوأي متعة أخرى فإنها تريد امتلاك واحدة». .”

## المقدمة
تم نشر قصة تحت المطر لأول مرة في نيويورك عام 1925 كجزء من سلسلة القصة القصيرة في وقتنا "In Our Time"، والتي تأخذ عنوانها من الكتاب الأنجليكي للصلاة المشتركة جيف أس بيس إن أور تايم" ("Give us peace in our time, O Lord") والذي يعد أول كتاب نشر لهيمنجواي. ويحتوي الكتاب على قصص بارزة مثل ذي إند أوف سمثينج "The end of something" وسوليدرز هوم "Soldier's Home" وبيج تو هيترد ريفر "Big Two-Hearted River".
لاقت المجموعة القصصية في وقتنا "In our time" عندما نشرت استحسانا من العديد من المؤلفين المعروفين في تلك الفترة، من ضمنهم فورد مادوكس فورد وجون دود باسوز، وفرانكيس سكوت فيتزجرالد «]] Francis Scott Fitzgerald الذين قاموا بمدحها، حيث» كتبوا عن استخدامها الواضح والدقيق للغة لإيصال مجموعة من المشاعر والأحاسيس، والتي بدورها منحت هيمنجواي مكانة بجانب الكاتبين شروويد أندرسون Sherwood Anderson، وجيرترود شتاين Gertrude Stein من بين جميع الكتاب الأمريكيين الواعدين في تلك الفترة". ."
وفي "نقد كتاب نيويورك تايمز" في أكتوبر 1925 بعنوان بريلودز تو أمود "Preludes to a Mood"، مدح المنقح أسلوب هيمنجواي في الكتابة، حيث وصفه بالقوة والحداثة والعامية والمتانة والجمال، ويبدو أن النثر الخاص به يتسم بالحيوية من تلقاء نفسه، وأن كل مقطع في المجموعة القصصية ينم عن خبرة واسعة وطويلة."، ونقدها أيضا المؤلف ديفيد هربرت لورانس، الذي نال شهرته من خلال قصته المعروفة عشيق الليدي تشاترلي، وقد قال لورانس أن المجموعة القصصية في وقتنا كانت عبارة عن سلسلة مشاهد متتابعة من حياة شخص ما، ورواية مجزأة... بل هي كتاب قصير، وهي لا تتظاهر بأنها تعكس حياة رجل واحد ولكنها كذلك، وتعكس بقدر ما نريد معرفته عن حياة الشخص، فهي عبارة عن مشاهد قصيرة وحادة وحية ومعظمها جيدة. ", وعلق ناقد آخر أن كتابة هيمنجواي أوضحت أن المؤلف قد أحس بعبقرية جيرترود ستين "Gertrude Stein"، وأنه [مرشده وصديقه منذ زمن بعيد] فهم يشكلون ثلاث حيوات، وأنه حتما كان متأثرا به."

## الحبكة
تسترجع القصة أحداث قصة زوجين أمريكيين في عطلة لهما في إيطاليا، وتجري مجمل أحداثها في أو حول فندق الزوجين الذي يواجه البحر بالإضافة إلى حديقة عامة تحتوي على قطع تذكارية حربية "public garden and the war monument". وخلال أحداث القصة، يكون الجو ماطرًا مما يجعل الزوجين عالقين في غرفتهم في الفندق، وبينما كانت الزوجة الأمريكية تشاهد المطر ينهمر، إذا بها تلمح قطة تجثو أسفل واحدة من الطاولات الخضراء المغمورة بقطرات المطر.” ، فشعرت بالأسف تجاهها "لأنها كانت تحاول أن تجعل نفسها مكتنزة حتى لا تبللها قطرات المطر، لذا قررت أن تنقذها.
وعند نزول الزوجة إلى الطابق السفلي، قابلت صاحب الفندق، فتحدثت معه لبعض الوقت، وأثناء مقابلتها له، أكد هيمنجواي على إعجابها الشديد به، فتكررت كلمة إعجاب "likes" خلال المجموعة القصصية في وقتنا In our time عدة مرات، حين قال "لقد أعجبت الزوجة به، حيث أعجبت بأسلوبه الجدي القاتل عند تلقيه الشكاوي من الزبائن، وأحبت كرامته، والطريقة التي كانت يخدمها بها، وكانت تحب شعوره الذي يمتلكه كونه صاحب الفندق، وكانت تحب شيبه، ووجهه المتجعد، ويديه الكبيرتين".".
وعندما وصلت الزوجة إلى الخارج، كانت القطة قد رحلت، فبدت الزوجة مكتئبة قليلا حيال ذلك، فعادت إلى الغرفة وحدها، أجرت الزوجة بعدها حوارًا مع زوجها (ولكن بطرف واحد يتحدث فقط) عن الأشياء التي تريدها في حياتها، وبالتحديد عن رغبتها في الاستقرار (مقارنة بحياة السفر التي عاشها الزوجين في القصة):"أريد أن أتناول الطعام على طاولة بأطباقي الخاصة وأن تكون مضاءة بالشموع، وأتمنى أن يكون الفصل ربيعًا، وأن أمشط شعري أمام المرآة في الخارج، وأرغب في اقتناء قطة صغيرة وبعض الملابس الجديدة".” ، ولكن زوجها جورج أكمل قراءة كتابه مبديا عدم مبالاته بما "تريده" زوجته، وتنتهي أحداث القصة عندما تصل الخادمة وفي حوزتها قطة كبيرة من نوع القطط الشبيهة بالسلحفاة ملتصقة بشدة حولها، وتتأرجح باتجاه جسدها ” والتي أعطتها الزوجة، وتعد هذه النهاية فجائية وغامضة في الوقت ذاته،" فهي تتوقف على سر هوية تلك القطة، فنحن لا نعلم إذا كانت هذه القطة هي "القطة الصغيرة" نفسها التي لمحتها الزوجة خارجًا أم لا، ولا نملك أدنى فكرة إذا كانت ستسر لحصولها عليها أم لا"."
وعلق ناقد كتاب نيويورك تايمز على أحداث القصة القصيرة قائلا: «أنها كل ما هنالك بالتأكيد، إلا أن حياة من عدم الرضا، وحياة من النظر إلى الخارج بحثا عن انجاز مجهول تركزت على قصة طليقة»..”

## التحليل

### الزوجة الأمريكية
الزوجة الأمريكية هي بطلة القصة، وبالرغم من كونها الشخصية الرئيسة في القصة، إلا أن هويتها تبقى مجهولة خلال أحداثها، وطوال أحداث القصة، تتصرف الزوجة بطفولية بشكل متزايد، ففي بداية القصة أشار إليها الكاتب فقط ب «الزوجة الأمريكية»، ولكن بعد تطور الأحداث أشار إليها ب «الفتاة»، حين قال: «عندما مرت الفتاة الأمريكية بجانب المكتب، بدا وكأن هنالك شيء صغير وضيق بداخلها»”.  ، كما ظهر أيضا عدم نضج الزوجة من خلال حوارها في القصة، ففي عدد من المرات أشارت إلى القطة ب «القطة الصغيرة»، ظهر ذلك جليا في القصة حين قالت: «سأنزل إلى الأسفل لإحضار «القطة الصغيرة» و» أود اقتناء قطة صغيرة " ") ، عوضًا عن استخدام كلمة«قطة» الأكثر نضجا -(لأن كلمة كيتي «قطة صغيرة» عادة يستخدمها الأطفال)- المتوقع استخدامها من امرأة في مثل سنها.
والأمر الآخر المهم بشأن الزوجة هو وحدتها، فبالرغم من أنها تتمنى أن تصبح محبوبة وأن تحصل على حياة منزلية مستقرة عوضا عن حياة السفر، حيث يمكنها أن تنعم بالعيش مع زوجها وأسرتها، بالإضافة إلى رغبتها في الحصول على«قطة صغيرة» لتجلسها على ركبتها، وعلى طاولة مضاءة بالشموع وبأطباق من صنع يدها” ، إلا أن زوجها يعاملها باستخفاف، واقترح بعض الباحثين أن الزوجة كانت حاملا أثناء أحداث القصة، أو أنها تتمنى أن تصبح حاملا إن لم تكن كذلك.

### جورج (الزوج)
جورج هو زوج بطلة القصة الذي يعد غير مدرك لاحتياجات زوجته بشكل مؤلم، وبالرغم من أنه عرض في بداية القصة على زوجته استرداد القطة عندما كان في سريره حين قال: «سأفعل ذلك، إلا انه خلال الأحداث المتبقية من القصة تصرف بازدراء تجاه زوجته، فعندما أخبرت الزوجة جورج عما تريده، تصرف بغضب وأخبرها أن تذهب و» تصمت وتحضر شيئا لتقرأه " "، وتعد تصرفات جورج في القصة مناقضة لتصرفات صاحب الفندق الذي أرسل لها قطة بعدما عجزت عن العثور على«القطة التي رأتها تحت المطر»، كما تحدثت الزوجة عن إعجابها بالطريقة التي يعاملها بها صاحب الفندق. .”

### الأنانية
تظهر أنانية كل من الزوج والزوجة في القصة، فجورج واصل قراءة كتابه متجاهلا زوجته، والزوجة تذمرت من عدم حصولها على كل الأشياء التي تمنت الحصول عليها، وتعد أنانية كل من هاتين الشخصيتين متناقضة مع " الإيطاليين الذي قدموا من أماكن بعيدة لرؤية تمثال الحرب، فهذين الأمريكيين يفكرون فقط بأنفسهم.”، بينما الإيطاليون الذين خاضوا الحرب لديهم منظور وفهم أفضل للحياة، ويتضح ذلك جليا من خلال هؤلاء الذين لقوا حتفهم أثناء رحلتهم لرؤية التمثال.

## أسلوب الكتابة

### نظرية «الجبل الجليدي»
كتب كارلوس بيكر " Carlos Baker"، كاتب سيرة هيمنجواي، أن هيمنجواي تعلم من قصصه القصيرة " كيف يحصل على الكثير من القليل، وكيف يهذب اللغة، وكيف يضاعف الكثافة، وكيف يقول الحقيقة بطريقة تسمح له بالقول أكثر من الحقيقة "". ، وأصبح يعرف أسلوب كتابته بنظرية " الجبل الجليدي "، ويطلق عليها في بعض الأحيان " نظرية الحذف "، لأن الحقائق الثابتة في كتابات هيمنجواي تطفو فوق الماء، في حين أن المبنى الداعم يعمل بعيدا عن الأنظار. ويعد هيمنجواي هو نفسه المسؤول عن تسمية هذه النظرية، حيث قال في عمله القصصي موت في الظهيرة: " أنه إذا كان كاتب النثر يعر ف جيدا ما يكتبه، بإمكانه أن يحذف قليلا ما يعرفه هو والقارئ، وأنه إذا كتب بما فيه الكفاية، فإنه سيشعر كما لو أنه ذكر أمورا لم يذكرها "، ويعزى سبب ثبات الجبل الجليدي إلى وقوع الثمن منه فقط على سطح الماء"." ، ويتضح من خلال هذا الاقتباس أن الكاتب بإمكانه وصف شيء واحد بالرغم من ظهور شيء آخر مختلف تماما أسفل السطح، وتمكن هيمنجواي من تحقيق هذا الأسلوب بفضل صديقه إزرا باوند" Ezra Pound "، الذي " قام بتعليمه 'كيفية الكتابة وكيفية عدم الكتابة " من أي ابن لامرأة سيئة الخلق على وجه الأرض" ، وتأثر هيمنجواي أيضا بصديقه وزميله المؤلف جيمس جويس" James Joyce"، الذي علمه" أن يقلص عمله إلى الأساسيات ، وثالث شخصية أثرت في هيمنجواي هو المؤلف الأمريكي جيرترود ستين Gertrude Stein ، الذي التقاه هيمنجواي في الفترة التي قضاها في باريس في عشرينيات القرن العشرين.

### نظرية الجبل الجليدي في قصة «قطة تحت المطر»
وتعد نظرية الجبل الجليدي جلية في قصة هيمنجواي القصيرة «قطة تحت المطر»، «فما أراد أن يوصله هيمنجواي من خلال القصة هو أنه بالرغم من أنه مراسلا محترفا تعلم كيف ينقل الحقائق كما هي، إلا أنه أدرك أنه يوجد حد لتمثيل الواقع، وهذا ماأوصله من خلال قصة» قطة تحت المطر«، وفكرة أن هنالك» شيء ما تحت السطح«في القصة يتعلق بالقطة، فالقطة ليست مجرد قطة، ولكن مثلما قال شيجيو كيكوتشي - وهو بروفيسور لغة الإنجليزية- أن هوية هذا الحيوان محاطة بالغموض:» إن المسافة المتوسطة لموقع الغرفة، والكلمتين اللتين توحيان بحجم القطة جميعها تشير إلى أثر إخفاء حجم القطة ونوعها عن القارئ، وهو ما جعل معرفة هوية القطة التي رأتها الزوجة تحت المطر مستحيلة. ولكن ماذا تمثل القطة ؟ من ضمن التفسيرات التي قدمها الباحثون، هو أنها صورة مادية تعكس رغبة الزوجة في الحصول على طفل حين ذكر:«تمثل القطة حاجة الزوجة إلى طفل».
ومن الأمثلة على الأشياء التي تبدو في القصة أكثر مما هي عليه، هي أن هيمنجواي ذكر في سطر واحد أن:«رجلا في رأس مطاطي... يعبر المربع الفارغ ليصل إلى المقهى»، وبالرغم من أن هذه الشخصية بدت بريئة في بداية القصة، إلا أن إضافة فواصل بلا معنى لم يكن أسلوب هيمنجواي في أعماله القصصية، ولذلك اتخذ بعض الباحثين هذه الشخصية لتمثل «الواقي الذكري المطاطي» الذي يمنع الحمل الذي كان حلم الزوجة الأساسي.
تصحيح: يعد الرجل الذي يرتدي معطف المطر في القصة رمزا لعزلة مزدوجة، فهو يرتديه ليحمي نفسه من المطر، واجتماعيا هو معزول بفعل المربع الفارغ... عند توجهه إلى المقهى للتواصل الاجتماعي وهو ما عكس رغبة الزوجة في الحصول على حياة جديدة منخرطة مع الناس من خلال الحمل وحصولها على طفل.

## في وسائل الاعلام

### «قطة تحت المطر»: الفيلم
ألهمت قصة هيمنجواي – قطة تحت المطر- العدبد من المخرجين مثل ماثيو جنتايل " Matthew Gentile" وبين هانكس " Ben Hanks" لعمل فيلم قصير (9 دقائق)، 1، ومثل عدد من نجوم السينما من بينهم براين كاسبي "Brian Caspe" وفيرونيكا بيلوفا" Veronika Bellová" وكورتيس ماثيو "Curtis Matthew"الذي تم إنتاجه في 2011.

## البلدان الأخرى
تم نشر القصة في جميع أنحاء العالم كتب المجموعة كلاسيكس Classics، ويتم تدريسها كمثال لـ الأدب الإنجليزي لمتعلمي اللغة الإنجليزية في المدارس الثانوية في عدد من البلدان مثل تركيا.

## الوصلات الخارجية
- Ernest Hemingway Collection, JFK Library